# Titularbistum Voli
Voli ist ein Titularbistum der römisch-katholischen Kirche.
Es geht zurück auf einen untergegangenen Bischofssitz in der antiken Stadt Voli, die in der römischen Provinz Africa proconsularis (heute nördliches Tunesien) lag. Der Bischofssitz war der Kirchenprovinz Karthago zugeordnet.
| Titularbischöfe von Voli |                                                    |                                                 |                  |                    |
| Nr.                      | Name                                               | Amt                                             | von              | bis                |
| 1                        | Petru Pleșca                                       | Bischof von Iași (Rumänien)                     | 4. Dezember 1965 | 19. März 1977      |
| 2                        | Joseph Devine                                      | Weihbischof in Glasgow (Vereinigtes Königreich) | 5. Mai 1977      | 13. Mai 1983       |
| 3                        | Francisco Javier Martínez Fernández                | Weihbischof in Madrid (Spanien)                 | 20. März 1985    | 15. März 1996      |
| 4                        | Emil Paul Tscherrig Titularerzbischof pro hac vice | Apostolischer Nuntius                           | 4. Mai 1996      | 30. September 2023 |
| 5                        | Janusz Urbańczyk Titularerzbischof pro hac vice    | Apostolischer Nuntius                           | 25. Januar 2024  |                    |